# イル＝フローラ
イル＝フローラ （またはイル_フローラ、イルフローラ）は日本のバーチャルYouTuber。

## 概要
YouTubeにて主にASMR配信を行う日本のバーチャルYouTuberであり、「バーチャルメイド」を自称する。視聴者のことを「ご主人」と呼び、同じく視聴者の愛称も「ご主人」である。
イラストレーターはろうか、Live2D作成者は未詳。
所属事務所はなく、いわゆる個人勢である。
淡く桃色のかかった白のロングヘアに水色のメッシュが入った髪が特徴的で、普段は首元の水色の大きなリボン、イルフローラと書かれた名札を左胸につけたメイド服姿である。
時折、ベージュの猫を模したぼうしに、白で胸元にスリットが入ったブラウス、肩乗せセーターで登場する。
デビュー同期にリフ＝プレーズがおり、たびたび配信にてコラボしたり、二人のグッズを出したりしている。
YouTubeにて初投稿が行われたのは2019/11/15だがTwitterが登録されたのは同年11/01であり、一周年記念配信は2020/11/01に行われている。

## 活動
動画投稿は主にASMR生配信を行っており、週に１～２回程度、基本的にライブストリームの形態で配信される。内容は耳かきを筆頭に、添い寝、オイルマッサージ、雑談、歌配信など。
ほかにも2021/07現在では「ゼルダの伝説BoTw」や「A Monster's Expedition」といったゲーム実況も生配信している。
稀に短い動画を投稿することがある。
絵がとてもうまく、自身や同期であるリフ＝プレーズのイラスト、ほかにも動物などを模したイラストはかわいいらしい絵のタッチでほんわかとした印象を与えさせる。自身で作ったイラストをグッズにしたりもしている。
活動自体はYouTubeを中心に回っており、Twitter、pixivFANBOX、BOOTHでも活動をしている。Twitterでは普段の何気ないつぶやきや配信の連絡など。FANBOXでは自身が書いたイラストの投稿、日記などを投稿しており、BOOTHでは上記のグッズなどが販売されている。
Webポンにてコラボもしている。

## 人物
自己紹介ではメイド喫茶あーくで働いていると称した。
メイドであると明言しているにもかかわらず、お世話はご主人の仕事だと述べていたが、実際は投稿動画にて様々なお世話をしてくれている。
年齢は非公開となっているが、お酒が飲める年齢であることは間違いなく、酔いながらの配信なども投稿されている。
身長は初配信時に視聴者に尋ねられた際、「ビッグなメイドなので、２メートルくらいあるかもしれない」とのことで長らく未詳であったが、21.8.19の新衣装配信にて150ちょいくらいと口を滑らせた。とはいったものの、本人は断固として「ビッグなメイド」だと主張しているため、公式情報としてはいまだつまびらかになっていない。
すきなことは「オムライスに文字を書くこと」と言っており、実際絵も大変上手であるが、配信にてそれが披露されたことはない。
好きな食べ物は特に「雪見だいふく」を推している。そのほかにも配信にて上または下に出るマーキーにて「好きなもの」「嫌いなもの」（例：好きなものヤドンの肉、嫌いなものレバー）が紹介されている。
料理が苦手なようで、自己紹介時に数々の失敗エピソードを語っている。
左手の使い方が不器用で二重とびができないなどのエピソードがあるようだ。